# Sami W. Sidawi
Pour les articles homonymes, voir Sidawi.
Sami W. Sidawi (arabe : سامي الصيداوي), est un ingénieur civil et entrepreneur libanais, qui réside aux Émirats arabes unis.
Sidawi fréquente le Collège international à Beyrouth. En 1960, Sidawi intègre l'université américaine de Beyrouth et obtient en 1964 un Bachelor of Engineering (en français : « baccalauréat en ingénierie ») en génie civil,.
Par la suite, il travaille pour Matta Engineering Design au Liban de 1965 à 1968, et fonde, avec deux partenaires, la société de conseil Engineering Design Office à Beyrouth. Par la suite, il devient le représentant et le directeur régional des Émirats arabes unis pour Eternit SAL du Liban, à Abu Dhabi ,.
En 1973, il crée Al Nasr Contracting Co. aux Émirats arabes unis comme une entreprise familiale. Al Nasr est l'une des premières entreprises de construction basées aux Émirats. L'entreprise est impliquée dans plusieurs projets emblématiques d'Abou Dabi et contribue à faire évoluer les services d'ingénierie aux Émirats arabes unis. L'entreprise concentre ses activités sur le marche émirati mais réalise aussi des projets en dehors du pays, notamment dans les pays du Conseil de coopération du Golfe,.